# Flughafen Châlons Vatry

i7
i11
i13
Der Aéroport Châlons Vatry (IATA-Code: XCR, ICAO-Code: LFOK) ist der Flughafen für Châlons-en-Champagne im Nordosten Frankreichs in der Region Grand Est. Er wird als Flughafen Paris Vatry vermarktet, obwohl er knapp 150 Kilometer vom Pariser Stadtzentrum entfernt liegt. Bis zum Disneyland Paris sind es gut 100 Kilometer. Der Flughafen liegt 22 Kilometer südöstlich von Châlons-en-Champagne in der Nähe der Gemeinde Vatry im Département Marne auf den Gebieten der Gemeinden Bussy-Lettrée, Haussimont und Vassimont-et-Chapelaine.

## Geschichte
Die Ursprünge des heutigen Flughafens Châlons Vatry reichen bis ins Jahr 1950 zurück. Zu Beginn des Kalten Kriegs kam es zu einer massiven Aufrüstung, wozu auch der Bau neuer NATO-Militärflugplätze gehörte. Der Bau des Platzes begann 1953, der Platz war für die Aufnahme von 50 Kampfflugzeugen ausgelegt.
Vatry Air Base wurde von der United States Air Forces in Europe (USAFE) betrieben. Die Basis war als Ausweichplatz vorgesehen und diente daher zu keiner Zeit als fester Stationierungsort von Kampfflugzeugen. Die durch Vatry rotierenden Staffeln gehörten insbesondere zum 21st, 48th, 49th und 388th Jagdbomber-Geschwader.
Bereits im Jahr 1959 endete der Betrieb durch die USAFE, und das Areal wurde 1960 an die US Army übergeben. Nach dem Austritt Frankreichs aus den militärischen Strukturen des Bündnisses verließen die Amerikaner die Basis 1967, und die Basis wurde geschlossen.
Anschließend diente der Flugplatz der französischen Armée de l’air als Übungseinrichtung.
Um die Jahrtausendwende erfolgte die Konversion in einen zivilen Flugplatz. Er dient seither Frachtfluggesellschaften und Billigfluggesellschaften. Aktuell (2023) wird der Flughafen von Ryanair angeflogen.
Die Firma Airbus absolvierte hier 2013 einige Flugversuche ihres damals neuen A350.
Ryanair überlegte aufgrund gestiegener Abgaben auf Ticketpreise ihre Routen im Frühjahr 2025 zu schließen, was dazu führen würde, dass der Flughafen im Passagierbereich keine ganzjährigen Linienflüge mehr verzeichnen könnte, setzte diesen Plan allerdings zunächst nicht in die Tat um.

## Fluggesellschaften und Ziele
Die einzigen ganzjährig angebotenen Passagierflüge werden von Ryanair durchgeführt, diese Flüge machen laut Betreiber rund 85 % der Fluggäste des Flughafens aus. Daneben gibt es in den Sommermonaten einige Passagiercharterflüge sowie ganzjährig Frachtverkehr.